# Galimberti Sándor műveinek listája
Az alábbi lista Galimberti Sándor műveit sorolja fel.
| Kép | Festmény címe                                | készítés éve     | technika     | méret          | tulajdonos                                |
| --- | -------------------------------------------- | ---------------- | ------------ | -------------- | ----------------------------------------- |
|     | Domboldal                                    | 1903             | olaj, vászon | 35,5 × 17 cm   | Rippl-Rónai Múzeum, Kaposvár              |
|     | Ülő parasztasszony                           | 1904 körül       | olaj, vászon | 66 × 32 cm     | Rippl-Rónai Múzeum, Kaposvár              |
|     | Akt oldalról                                 | 1905 körül       | olaj, vászon | 50 × 40 cm     | Rippl-Rónai Múzeum, Kaposvár              |
|     | Öregasszony                                  | 1905 körül       | olaj, vászon | 56 × 51 cm     | Rippl-Rónai Múzeum, Kaposvár              |
|     | Fák                                          | 1906             | olaj, vászon | 70 × 75 cm     | Magángyűjtemény                           |
|     | Nagybányai utcarészlet                       | 1906–1907        | olaj, vászon | 75 × 64 cm     | Rippl-Rónai Múzeum, Kaposvár              |
|     | Gyümölcscsendélet                            | 1906 körül       | olaj, vászon | 62 × 62 cm     | Nógrád Történeti Múzeum, Salgótarján      |
|     | Nagybányai bányászudvar                      | 1907             | olaj, vászon | 54 × 65 cm     | Magángyűjtemény (Kovács Gábor Gyűjtemény) |
|     | Olvasó öregasszony                           | 1907             | olaj, vászon | 65 × 55 cm     | Rippl-Rónai Múzeum, Kaposvár              |
|     | Karfiolos csendélet                          | 1907             | olaj, vászon | 38,3 × 45.2 cm | Rippl-Rónai Múzeum, Kaposvár              |
|     | Nagybányai Zazar híd                         | 1908             | olaj, vászon | 90 × 65 cm     | Magángyűjtemény                           |
|     | Kilátás Nagybányára (Elégett fák Nagybányán) | 1908             | olaj, vászon | 87,5 × 106 cm  | Magángyűjtemény                           |
|     | Enteriőr thonet-székkel                      | 1908 körül       | olaj, vászon | 65,5 × 76 cm   | Magángyűjtemény                           |
|     | Róma-villa télen                             | 1909             | olaj, vászon | 55 × 62 cm     | Rippl-Rónai Múzeum, Kaposvár              |
|     | Róma-villai részlet                          | 1909             | olaj, vászon | 59 × 75 cm     | Rippl-Rónai Múzeum, Kaposvár              |
|     | Rippl-Rónai József műterme                   | 1908 körül       | olaj, vászon | 80 × 60 cm     | Magángyűjtemény                           |
|     | Városkép (Nagybányai látkép)                 | 1909 körül       | olaj, vászon | 72,5 × 80 cm   | Magyar Nemzeti Galéria, Budapest          |
|     | Nagybányai háztetők                          | 1910             | olaj, vászon | 75 × 65 cm     | Rippl-Rónai Múzeum, Kaposvár              |
|     | Gyümölcsöstál / Almák                        | 1911             | olaj, vászon | 39 × 46 cm     | Magángyűjtemény                           |
|     | Virág és gyümölcs csendélet                  | 1911             | olaj, vászon | 46 × 36 cm     | Rippl-Rónai Múzeum, Kaposvár              |
|     | Nagybányai motívum                           | 1911             | olaj, vászon | 90 × 130 cm    | Modern Magyar Képtár, Pécs                |
|     | Óbudai részlet                               | 1911             | olaj, vászon | 47 × 39 cm     | Magángyűjtemény                           |
|     | Sárga virágok kék vázában                    | 1911 körül       | olaj, vászon | 50 × 37 cm     | Magángyűjtemény                           |
|     | St. Rafael                                   | 1912 körül       | olaj, vászon | 104 × 153 cm   | Magángyűjtemény                           |
|     | St. Rafael                                   | 1913             | olaj, vászon |                | lappang                                   |
|     | Kaktuszos csendélet                          | 1912 körül       | olaj, vászon | 80 × 60 cm     | Katona József Múzeum, Kecskemét           |
|     | Párizsi háztetők                             | 1912 körül       | olaj, vászon | 38 × 46 cm     | Modern Magyar Képtár, Pécs                |
|     | Havas részlet Nagybányáról                   | 1913             | olaj, vászon |                | lappang                                   |
|     | Mintázóasztal és gyümölcs                    | 1913             | olaj, vászon |                | lappang                                   |
|     | Párizsi tűzfalak                             | 1913             | olaj, vászon |                | lappang                                   |
|     | Rippl-Rónai Józsefné portréja                | Ismeretlen dátum | szén, papír  | 41 × 50 cm     | Rippl-Rónai Múzeum, Kaposvár              |